# Loyaler Senat (Macau)

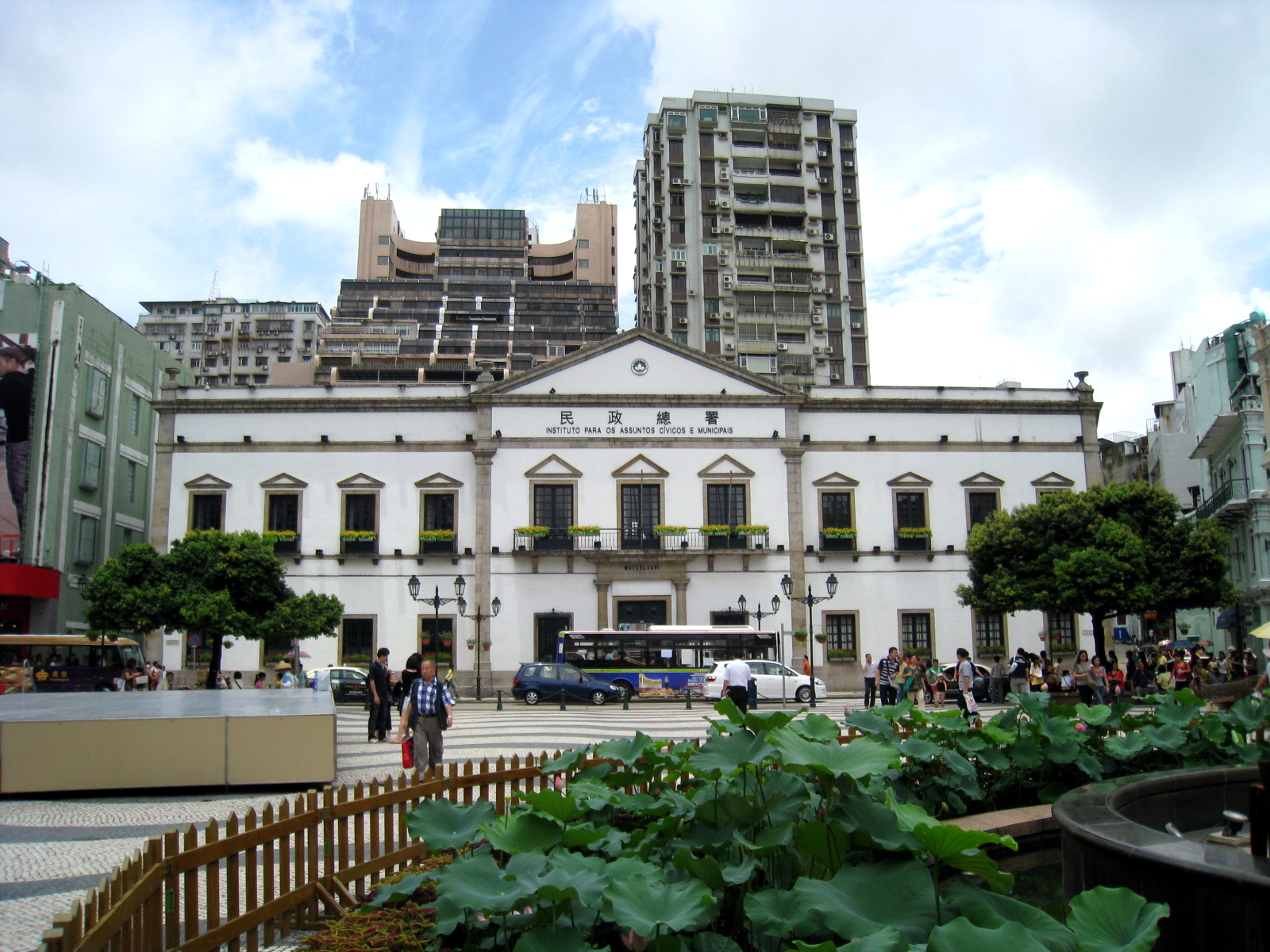
Gebäude des Loyalen Senats in Macau (2008)

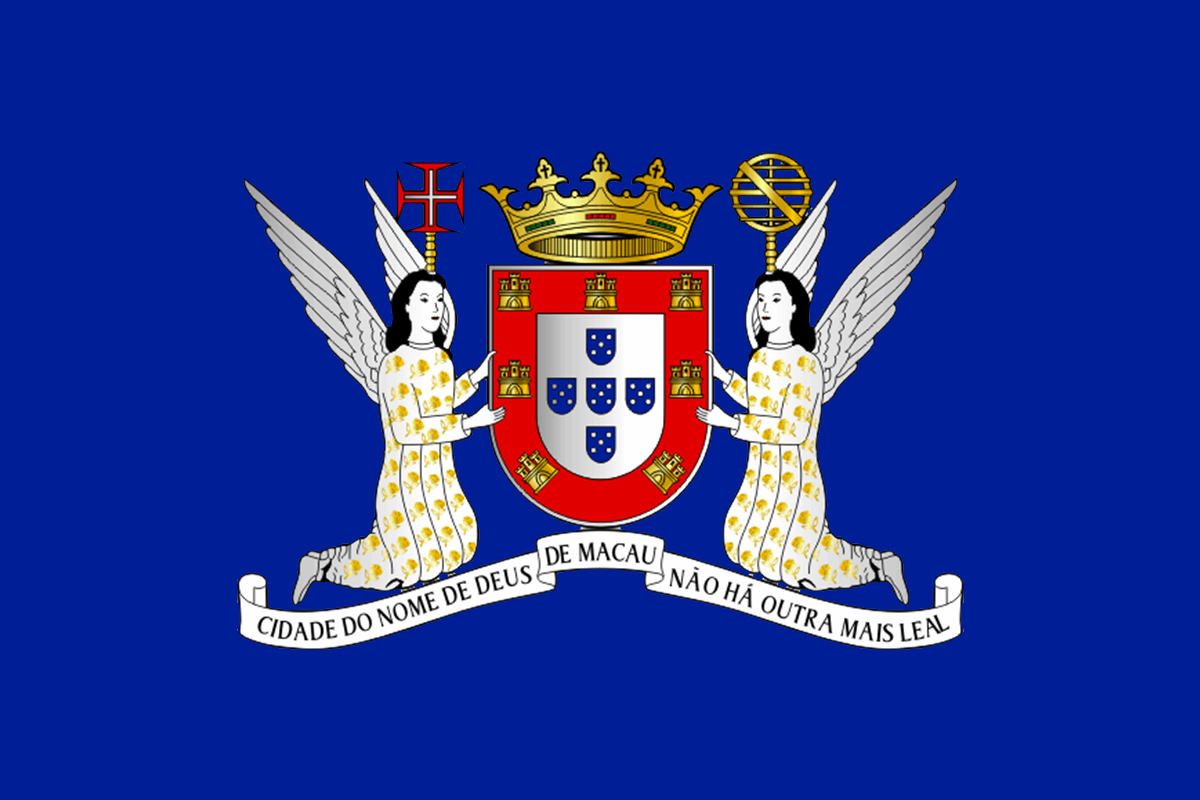
Flagge des Leal Senado

Der Loyale Senat (Leal Senado) war die offizielle Bezeichnung des Stadtrats von Macau, in dem chinesische und portugiesische Einwohner vertreten waren. Er wurde 1583 in der portugiesischen Kolonie Macau gegründet und mit der Rückgabe an China im Jahr 1999 aufgelöst.
Der Senat erhielt den Beinamen loyal, da er sich weigerte, das Königreich Spanien, mit dem Portugal von 1580 bis 1640 in einer Personalunion verbunden war, als neue Führungsmacht anzuerkennen. Aus diesem Grund wehte während dieser Zeit nicht die spanische, sondern weiter die portugiesische Flagge über Macau.
Portugal belohnte diese Loyalität, indem es Macau 1654 den Titel Cidade do Nome de Deus, Não Há Outra Mais Leal („Stadt im Namen Gottes, es gibt keine loyalere“) verlieh. Der Titel ist auf Wappen und Flagge des Leal Senado auf dem Spruchband dargestellt.